# Tayo, chiếc xe buýt nhỏ
Tayo, chiếc xe buýt nhỏ (tiếng Hàn: 꼬마버스 타요,; Romaja: Kko-ma-beo-seu Ta-yo, tiếng Anh: Tayo the Little Bus) là loạt phim hoạt hình 3D của Hàn Quốc do Iconix Entertainment sản xuất bằng máy tính năm 2010, phát sóng trên kênh EBS1 và Drama Fever. Phim hiện có tiếng Anh, tiếng Hàn Quốc và một số ngôn ngữ khác. Phiên bản lồng tiếng Việt hiện nay đang được phát sóng trên kênh VTV7 HTV7 CGV và HTV9. Phim sau khi công chiếu nhận được nhiều phản hồi tích cực từ bậc phụ huynh. Tayo, chiếc xe buýt nhỏ là phim hoạt hình được yêu thích thứ 2 sau series Chú chim cánh cụt Pororo, đặc biệt ở Bắc Mỹ.